# Motomitsu Fujiwara
Motomitsu Fujiwara (* um 980; † um 1010) war ein japanischer Maler.
Fujiwara gilt als einer der ersten Meister der erzählenden Malerei, welcher die Makimono, eine lange Bildrolle, gebrauchte. Nach einigen Quellen sei Motomitsu Fujiwara der Gründer der Tosa-Schule gewesen, obwohl allgemein Tsunetaka als Initiator angesehen wird. Später nahm er den Namen Kasuga an, da er im Tōdaiji-Tempel in Kasuga lebte. Es ist keines seiner Werke erhalten. 